# 格勒尔斯多夫-舒尔茨
格勒尔斯多夫-舒尔茨是奥地利布尔根兰州居辛县的一个市镇。总面积21.63平方公里，总人口1057人，人口密度48.9人/平方公里（2001年）。